# Jacko Gill
Jackson "Jacko" Gill (Auckland, 20 de dezembro de 1994) é um lançador de peso da Nova Zelândia.
No Campeonato Mundial Júnior de Atletismo de 2010 conquistou a medalha de Ouro no lançamento do peso. Tornou-se assim o mais novo campeão mundial júnior masculino de sempre, batendo o anterior mais novo, Usain Bolt. Gill conseguiu esta medalha de ouro com 15 anos ao lançar o peso de 6 kg a 20,76 metros, derrotando atletas de 18 e 19 anos.